# Старовинна груша на Карнаватці
Старовинна груша на Карнаватці — ботанічна пам'ятка природи місцевого значення.
Пам'ятка природи розташована в Кривому Розі Дніпропетровської області, в садибі Миколи Харламповича Кучми (вул. Шмідта, буд. 13).
Статус ботанічної  пам'ятки природи отримала в 2010 р. з ініціативи місцевого краєзнавця В. Манюка та  Київського еколого-культурного центру.

## Характериситики
Площа пам'ятки — 0,015 га, висота — 13 м. Обхват 3,80 м. Вік близько 300 років. Мабуть, одна з найстаріших груш в  Україні.

## Ресурси Інтернету
- Фотогалерея самых старых и выдающихся деревьев Украины